# Festival Punto de Vista
El Festival Internacional de Cine Documental de Navarra Punto de Vista es un festival de cine creado en 2005 que se celebra anualmente en la ciudad de Pamplona. Surge como heredero del antiguo Certamen de Creación Audiovisual de Navarra. Está promovido por el Departamento de Cultura del Gobierno de Navarra y organizado por NICDO. Se celebra cada año en el mes de marzo y su sede principal es el Palacio de Congresos y Auditorio de Navarra Baluarte.

## Historia

### Certamen de Creación Audiovisual de Navarra
Punto de Vista tiene su antecedente en el Festival de Creación Audiovisual de Navarra. Conocido primero como "festival de videocreación", este festival tuvo una vida de diez años, de 1993 a 2002. Además de la videocreación, la animación por ordenador y el documental de autor estuvieron siempre presentes en este festival, que tenía una sección competitiva. Esta sección añadió en 1998 las categorías de obras de arte en Cd-rom e Internet, en un esfuerzo por adaptarse a los nuevos lenguajes artísticos que iban surgiendo al amparo de las nuevas tecnologías. 
Por el Festival de Creación Audiovisual de Navarra pasaron no solo artistas que trabajaban en estos nuevos formatos, sino también programadores y teóricos que reflexionaban sobre estos cambios que se estaban produciendo. En 1996 y 1998 se organizaron unas jornadas llamadas Encuentros Vídeo en Pamplona y Encuentros Vídeo/Altermedia en Pamplona, en las que intervinieron profesionales como Eugeni Bonet, Lourdes Cilleruelo, Marcelo Expósito, Gabriel Villota, Carles Ameller, Laura Baigorri o María Pallier, entre otros.
El festival estuvo dirigido por Ana Herrera, y contó con la colaboración de Rafael Baliña como asesor artístico durante sus primeras cuatro ediciones.
En 2002, el festival replanteó su rumbo y empezó a gestarse el proyecto de Punto de Vista. En sus últimas ediciones, el Festival de Creación Audiovisual de Navarra ya había organizado algunas retrospectivas que iban definiendo qué territorio quería explorar, esa área fronteriza y abierta existente entre el cine documental y experimental. Carlos Muguiro fue el encargado de comisariar una retrospectiva de José Val del Omar (1997) y otra sobre el cineasta soviético Alexander Sokurov. En 2000 fue Chris Marker el cineasta en el que el festival detuvo su mirada, con una retrospectiva comisariada por Mercedes Álvarez. Finalmente, en 2002, el festival presentó, de la mano de Efrén Cuevas, una retrospectiva dedicada a la obra del cineasta estadounidense Alan Berliner. 
De esta manera, en 2005 se inició una nueva etapa, con la creación del Festival de Cine Documental Punto de Vista. Al igual que el anterior festival, fue promovido por la Dirección General de Cultura del Gobierno de Navarra. En el período 2010-2014 estuvo organizado por la fundación pública INAAC.
Después de que el festival se celebrara de forma ininterrumpida durante siete ediciones, desde 2005 hasta 2011, a finales de ese año se acordó la continuidad de Punto de Vista con una periodicidad bienal. De esta forma, en lo sucesivo, el festival se desarrollaría cada dos años. Y con el objetivo de no desaparecer del mapa durante 24 meses seguidos, la organización del festival decidió desarrollar seminarios internacionales durante los años alternos (2012 y 2014). Desde 2015, el Gobierno de Navarra apuesta por recuperar de nuevo la periodicidad anual de Punto de Vista, desarrollando su novena edición y las siguientes hasta 2018, año en el que pasó a ser organizado íntegramente por NICDO.

### Jean Vigo
El festival toma su nombre del "punto de vista documentado" del que hablaba Jean Vigo, y desde 2007 entrega el premio Jean Vigo al mejor director.
En la frontera del cine silente y el sonoro, en un tiempo en que las vanguardias históricas se veían necesitadas de una renovación para no caer en formas repetitivas y académicas, al margen de círculos y movimientos artísticos, y desde una extraña soledad compartida con su mujer Lydu Lozinska, Jean Vigo se acercó al cine con un atrevimiento amateur.
Como ha señalado Maximilian Le Cain, su cine, desde los inicios, "estuvo enraizado en la práctica documental, pero a su vez trascendió lo documental". Fue, quizá, el primero capaz de demostrar, como escribió Miguel Marías, la compatibilidad "entre las dos tendencias básicas en que se ha bifurcado artificialmente el cine: la fotográfica, objetiva, neutral y realista, documental y no narrativa; y la teatral, subjetivista, fantástica y manipuladora, de ficción y progresivamente interesada por la construcción dramática del relato y la estilización de las imágenes".
La suya fue una labor recapituladora y de síntesis de lo que había sido el cine hasta entonces. Pero más que eso, fue una labor de futuro: en el cine de Jean Vigo se detectan algunas de las más innovadoras y vigorosas vetas del cine en general y de la no-ficción en particular. Jean Vigo filmó a las gentes de su tiempo, pero lo hizo para que trascendiesen en el tiempo. Su cine cruza así décadas, movimientos cinematográficos y generaciones para golpearnos de nuevo cada vez como un fascinante ejercicio de contemporaneidad.
Jean Vigo rodó cada película como si fuera la última; pero, al mismo tiempo, cada uno de sus planos, como si fuera el primero. El primero de todos. Con la osadía y la inocencia de quien lo hace por primera vez. Por eso, pensar en Jean Vigo es, siempre, imaginar la refundación del cine. En él desembocaron treinta años de cine y de él nacieron todas las revoluciones posteriores.
En todas sus ediciones, el Festival Punto de Vista ha mostrado su interés por apoyar el cine documental, ya que sus creadores consideran que son obras que no tienen tanto espacio en otros lugares como el cine de autor. En su primera edición, rindió homenaje a Jean Vigo con la proyección de su obra completa, y la presencia de Luce Vigo, hija del director francés y portadora de la memoria de su padre.

## Ideario del Festival
- Para Punto de Vista el documental es un punto de encuentro.  Documental es la relación subjetiva que establecemos como espectadores con un objeto audiovisual determinado. El documental es, por lo tanto, un punto de encuentro.
- Punto de Vista es un espacio para generar encuentros a diferentes niveles, con voluntad superadora e innovadora.  El Festival Internacional de Cine Documental de Navarra, Punto de Vista, es un punto de encuentro a diferentes niveles. En primer lugar, es un espacio para la relación entre espectadores, cineastas y teóricos en torno al documental y a todas las manifestaciones fronterizas y heterodoxas de la no ficción. En segundo lugar, es un punto de encuentro espacial y temporal. Punto de Vista se quiere convertir, año tras año, en el lugar de convergencia del cine documental de todo el mundo. Pero también quiere ser el espacio donde dialogue el pasado y el futuro del documental. El lugar donde se abracen las tradiciones más diversas del cine de no-ficción con sus propuestas más arriesgadas e innovadoras. Por lo tanto, Punto de Vista se concibe a sí mimo como un espacio dialógico donde todos estos encuentros se generan con una voluntad superadora e innovadora.
- Punto de Vista presta especial atención a aquellos creadores audiovisuales que hacen de su obra una propuesta arriesgada y de búsqueda.  Entre los objetivos fundamentales del Festival está el atender a aquellos creadores audiovisuales que hacen de su obra una propuesta arriesgada y de búsqueda; aquellos que conciben su trabajo como un proceso de conocimiento del ser humano y sus condiciones de vida en contextos históricos socialmente determinados; autores que reflexionan sobre la realidad a través de sus trabajos y de la relación ética que establecen tanto con los sujetos de sus propuestas formales como con sus públicos. El Festival quiere ser una estación de paso para cineastas que ensanchan tanto la percepción de la realidad como las maneras de expresarla y pensarla a través del medio audiovisual. El Festival está abierto, en definitiva, a todas las películas de carácter documental que suponen una reflexión y un esfuerzo de comprensión de lo real.
- Punto de Vista valora el compromiso ético de los realizadores con los sujetos de sus films y los públicos.  Para Punto de Vista el imprescindible compromiso ético del documentalista con la realidad pasa por la relación triangular que establece tanto con los sujetos de sus obras, como con los espectadores de las mismas a través del medio audiovisual.
- La sección oficial de Punto de Vista propicia el conocimiento de la realidad y la expresión independiente.  A través de todas sus secciones, pero especialmente por medio de su concurso internacional, Punto de Vista estimulará el conocimiento de aquellas películas que entiendan la no-ficción como una forma de expresión verdaderamente independiente y socialmente necesaria.
- Punto de vista es una celebración del cine de no-ficción.  Finalmente, el Festival quiere propiciar el encuentro de los cineastas y el público a través de la propuesta de conocimiento compartido que son sus películas. El Festival tratará, al mismo tiempo, de suscitar el debate y la reflexión teóricos. El Festival es una celebración del documental y la no-ficción en general.

## Proyecto X Films
El festival de cine documental de Navarra Punto de Vista inició en 2010 un proyecto para ofrecer a documentalistas españoles emergentes la posibilidad de realizar una creación audiovisual en forma de ensayo en Navarra. El Proyecto X Films, iniciativa de Punto de Vista y el Departamento de Cultura, Deporte y Juventud del Gobierno de Navarra, recupera el espíritu de la productora navarra X Films, fundada por el empresario Juan Huarte en 1963, con la idea de producir películas que “revistan un singular interés artístico o representen especiales valores”, y que hasta su desaparición en los años 80, se especializó en producciones de riesgo, apostando por el cine más innovador, inquieto y experimental.
El propósito del presente proyecto es doble: por un lado, facilitar a los realizadores la posibilidad de desarrollar una obra nueva; por otro, que dichas obras, año tras año, vayan creando un conjunto de piezas que supongan el acercamiento de esas nuevas voces del documental al territorio foral. Se genera así una poliédrica mirada sobre Navarra a lo largo de los años; pero a su vez, y principalmente, se potencia mediante el Proyecto X Films, la creación audiovisual de no-ficción y se convierte a Punto de Vista en cita obligada en el calendario para documentalistas de mirada inquieta.
Proceso:
- Cada año, el festival invita a participar a tres realizadores de cine documental con un perfil adecuado al proyecto. Los artistas seleccionados deberán preparar un proyecto de ensayo audiovisual para filmar en Navarra, que se presentará en el festival o seminario Punto de Vista de ese año.
- Asimismo, se crea un comité de selección formado por una terna de expertos que provengan de ámbitos profesionales interesados en el trabajo de nuevos talentos del audiovisual: productores, realizadores, programadores, responsables del área audiovisual de museos, directores de festivales de cine, periodistas especializados, etc.
- Tanto los realizadores como los expertos que participan en esta iniciativa del festival son elegidos por la dirección artística y ejecutiva de Punto de Vista.
- Cada realizador dispone de un espacio en la programación del festival o seminario para exhibir una selección de la obra que haya realizado en los últimos tres años, ante el público y el comité de selección.
- Una vez todos los creadores han defendido su obra y su proyecto de ensayo audiovisual, el comité de selección decide cuál de los proyectos será producido por el festival Punto de Vista.
- El realizador seleccionado deberá realizar un ensayo audiovisual, a modo de escritura audiovisual en primera persona, que se presentará en la siguiente edición del festival. La pieza tendrá una duración mínima de 20 minutos.

## Premios
- Gran Premio Punto de Vista a la Mejor Película
- Premio Jean Vigo a la Mejor Dirección
- Premio al Mejor Cortometraje
- Premio Especial del Público a la Mejor Película
- Premio de la Juventud

## Palmarés por ediciones
El palmarés de la primera edición, celebrada en febrero de 2005, fue:
- Gran Premio Punto de Vista a la mejor obra: Checkpoint, de Yoav Shamir.
- Mejor cortometraje: Good Times, de Alessandro Cassigoli y Dalia Castel.
- Mejor dirección: Peter Kerekes, por 66 seasons.
- Mejor guion: Arturo Pérez Torres, por Wetback, The undocumented documentary.
- Menciones especiales: Platicando, de Marisa Lafuente, y Dr. Nagesh, de Vicent Detours y Dominique Henry.
- Premio especial del público: Bandits, de Zaza Rusadze.

El palmarés de la segunda edición, celebrada en febrero de 2006, fue:
- Mención Especial: La casa de mi abuela, de Adán Aliaga.
- Mención Especial: Phantom Limb, de Jay Rosenblatt.
- Mención Especial: Tierra Negra, de Ricardo Íscar.
- Premio al Mejor Director: François Bovy, por Melodías.
- Premio al Mejor Cortometraje: Le pont sur la Drina, de Xavier Lukomski.
- Gran premio “Punto de vista” ex aequo: "Sonia", de Nathalie Dalaunoy, y para "Melodías", de François Bovy.

El palmarés de la tercera edición, celebrada del 23 de febrero al 3 de marzo de 2007, fue:
- Mención Especial: Orange Winter, de Andrei Zagdansky.
- Mención Especial: Our America, de Kristina Konrad.
- Premio Especial del Público: Radiophobia, de Julio Soto.
- Premio Jean Vigo al Mejor Director: Tomasz Wolski, por The Clinic.
- Premio al Mejor Cortometraje: Eut elle été criminelle..., de Jean Gabriel Périot.
- Gran premio “Punto de vista”: Forever, de Heddy Honigmann.

El palmarés de la cuarta edición, celebrada en febrero de 2008, fue:
- Gran Premio Punto de Vista a la mejor obra: Bingai, de la directora china Feng Yan.
- Mejor cortometraje: 52 procent, de Rafal Skalski.
- Premio Jean Vigo al Mejor Director: Tatsuya Yamamoto, por Tsui no sumika.
- Premio Especial del Público: Tovarisch, I am not dead, de Stuart Urban.
- Mención Especial: Must read after my death, de Morgan Dews.
- Mención Especial: A story of people in war and peace, de Vardan Hovhannisyan.

El palmarés de la quinta edición, celebrada en febrero de 2009, fue:
- Gran Premio Punto de Vista a la mejor película: Alicia en el País de Esteban Larraín.
- Premio Jean Vigo al Mejor Director: Olivier Dury, por Mirages.
- Premio al mejor cortometraje: Lost World, de Gyula Nemes.
- Mención especial del jurado: Intimidades de Shakespeare y Víctor Hugo, de Yulene Olaizola.
- Premio Especial del público: Intimidades de Shakespeare y Víctor Hugo, de Yulene Olaizola.

El palmarés de la sexta edición, celebrada en febrero de 2010, fue:
- Gran premio Punto de Vista a la mejor película: Let Each One Go Where He May, de Ben Russell.
- Premio Jean Vigo al Mejor Director: Colectivo Los hijos —formado por Javier Fernández, Luis López y Natalia Marín—, por Los Materiales.
- Premio al Mejor Cortometraje: para Amanar Tamasheq, de Lluis Escartín.
- Mención Especial: The darkness of day, de Jay Rosenblatt.
- Mención Especial: Le plein pays, de Antoine Boutet.

El palmarés de la séptima edición, celebrada en febrero de 2011, fue:
- Gran premio Punto de Vista a la mejor película: Foreign Parts, de J.P. Sniadeki y Véréna Paravel.
- Premio Jean Vigo al Mejor Director: Clio Barnard, por The Arbor.
- Premio al Mejor Cortometraje: para Translating Edwin Honig: A Poet´s Alzheimer´s, de Alan Berliner.
- Mención Especial: Ici-Bas, de Comes Chahzabian.
- Mención Especial: 48 (documental), de Susana de Sousa Dias.
- Premio Especial del público: Color perro que huye, de Andrés Duque.

El palmarés de la octava edición, celebrada en febrero de 2013, fue:
- Gran premio Punto de Vista a la mejor película: Apuda, de He Yuan.
- Premio Jean Vigo al Mejor Director: John Smith, por Dad’s Stick.
- Premio al Mejor Cortometraje: Toma Dos, de Pilar Álvarez.
- Mención Especial: The Florestine Collection, de Paul Gailiunas y Helen Hill.
- Mención Especial: El modelo, de Germán Scelso.
- Premio Especial del público: A World Not Ours, de Mahdi Fleifel.

El palmarés de la novena edición, celebrada en febrero de 2015, fue:
- Gran premio Punto de Vista a la mejor película: Echo Chamber, de Guillermo Moncayo.
- Premio Jean Vigo al Mejor Director: Diego Gutiérrez y Danniel Danniel, por Huellas.
- Premio al Mejor Cortometraje: para The Blazing World, de Jessica Bardsley.
- Mención Especial: Declarado desierto.
- Premio de la Juventud: Our Terrible Country, de Ziad Homsi.
- Premio Especial del público: Our Terrible Country, de Ziad Homsi.

El palmarés de la décima edición, celebrada en febrero de 2016, fue:
- Gran premio Punto de Vista a la mejor película: Oleg y las raras artes, de Andrés Duque.
- Premio Jean Vigo al Mejor Director: Jakob Brossman, por Lampedusa in Winter.
- Premio al Mejor Cortometraje: para The Meadow, de Jela Hasler.
- Mención Especial: Writing on the City de Keywan Karimi.
- Premio de la Juventud: Casa Blanca, de Aleksandra Maciuszek.
- Mención Especial de la Juventud: Among Us, de Guido Hendriks.
- Premio Especial del público: Casa Blanca, de Aleksandra Maciuszek.
- Darkness Awards:
  - Children, de Marah Al Hassan.
  - Another Kind of Girl, de Khaldiya Jubawi
  - The Girl, Whose Shadow Reflects The Moon, de Walaa Al Alawi

El palmarés de la undécima edición, celebrada en marzo de 2017, fue:
- Gran premio Punto de Vista a la mejor película: The Host, de Miranda Pennell.
- Premio Jean Vigo al Mejor Director: Eric Pauwels, por La deuxième nuit.
- Premio al Mejor Cortometraje: para Foyer, de Ismaïl Bahri.
- Premio de la Juventud: 5 October, de Martin Kollar.
- Premio Especial del público: Converso, de David Arratibel.

El palmarés de la duodécima edición, celebrada en marzo de 2018, fue:
- Gran premio Punto de Vista a la mejor película: Flores, de Jorge Jácome.
- Premio Jean Vigo al Mejor Director: Nathaniel Dorsky, por ELOHIM, OR DIVINE BEINGS, THE ENERGY OF LIGHT AS CREATION.
- Premio al Mejor Cortometraje: para OPTIMISM, de Deborah Stratman.
- Premio de la Juventud: FLORES, de Jorge Jácome.
- Premio Especial del público: YOUNG AND BEAUTIFUL, de Marina Lameiro.

El palmarés de la decimotercera edición, celebrada en marzo de 2019, fue:
- Gran premio Punto de Vista a la mejor película: Una Luna de Hierro, de Francisco Rodríguez.
- Premio Jean Vigo al Mejor Director: Parsi, de Eduardo Williams.
- Premio al Mejor Cortometraje: Mum's Cards, de Luke Fowler.
- Premio de la Juventud: The Sun Quartet, Part 2: San Juan River, del Colectivo Los Ingrávidos.
- Premio Especial del público: Ojo Guareña, de Edurne Rubio.

El palmarés de la decimocuarta edición, celebrada en marzo de 2020, fue:
- Gran premio Punto de Vista a la mejor película: Un film dramatique, de Éric Baudelaire y Apiyemiyekî? de Ana Vaz ex aequo.
- Premio Jean Vigo al Mejor Director:  Once Removed, de Lawrence Abu Hamdan.
- Premio al Mejor Cortometraje: Now, at Last!, de Ben Rivers.
- Premio de la Juventud: Queen, de Kathryn Elkin.
- Premio Especial del público: Overseas, de Sung-a Yoon.

El palmarés de la decimoquinta edición, celebrada en marzo de 2021, fue:
- Gran Premio Punto de Vista a la Mejor Película: The Works and Days (of Tayoko Shiojiri in the Shiotani Basin), de C.W. Winter y Anders Endström.
- Premio Jean Vigo a la Mejor Dirección: Surviving You, Always, de Morgan Quaintance
- Premio al Mejor Cortometraje: Amaryllis – a study, de Jayne Parker
- Premio Especial del Público a la Mejor Película: In Ictu Oculi (begiak hesteko artean), de Jorge Moneo Quintana
- Premio de la Juventud: This Day Won´t Last, de Mouaad el Salem.

El palmarés de la decimosexta edición, celebrada en marzo de 2022, fue:
- Gran Premio Punto de Vista a la Mejor Película: Baleh-baleh, de Pascale Bodet.
- Premio Jean Vigo a la Mejor Dirección: Self-Portrait: Fairy Tale in 47KM, de Mengqi Zhang.

- Premio al Mejor Cortometraje: To Pick a Flower, de Shireen Seno.

- Premio Especial del Público a la Mejor Película: 918 GAU, de Arantza Santesteban.
- Premio de la Juventud a la Mejor Película: Self-Portrait: Fairy Tale in 47KM, de Mengqi Zhang.
- Mención Especial del Jurado (categoría Mejor Película): Evangelio mayor, de Javier Codesal.
- Mención Especial del Jurado (categoría Mejor Película): 918 GAU, de Arantza Santesteban.

El palmarés de la decimoséptima edición, celebrada en marzo de 2023, fue:
- Gran Premio Punto de Vista a la Mejor Película:  El polvo ya no nubla nuestros ojos, del Colectivo Silencio.
- Premio Jean Vigo a la Mejor Dirección:  Notre village, de Comes Chahbazian.

- Premio al Mejor Cortometraje:  Eventide, de Sharon Lockhart.

- Premio Especial del Público a la Mejor Película:  Maayo Wonaa Keerol, de Alassane Diago.
- Premio de la Juventud a la Mejor Película:  Éclaireuses, de Lydie Wisshaupt-Claudel.
- Mención Especial del Jurado (categoría Mejor Película):  Apocalipsis 20 21 22, de Julius Richard Tamayo.